# St. Johnstone Football Club 2017-2018
Questa voce raccoglie le informazioni riguardanti il St. Johnstone Football Club nelle competizioni ufficiali della stagione 2017-2018.

## Stagione
- In Scottish Premiership il St. Johnstone si classifica all'ottavo posto (46 punti), dietro al Motherwell e davanti al Dundee.
- In Scottish Cup viene eliminato agli ottavi di finale dagli Hearts (3-0).
- In Scottish League Cup viene eliminato al secondo turno dal Partick Thistle (0-3).
- In Europa League viene eliminato al primo turno di qualificazione dai lituani del Trakai (1-3 complessivo).

## Maglie e sponsor
| Casa | Trasferta |

## Rosa
| N. |                             | Ruolo | Calciatore                 |
| -- | --------------------------- | ----- | -------------------------- |
| 1  | Irlanda del Nord (bandiera) | P     | Alan Mannus                |
| 3  | Inghilterra (bandiera)      | D     | Scott Tanser               |
| 4  | Scozia (bandiera)           | C     | Blair Alston               |
| 5  | Irlanda (bandiera)          | D     | Joe Shaughnessy            |
| 6  | Scozia (bandiera)           | D     | Steven Anderson (capitano) |
| 7  | Scozia (bandiera)           | C     | Chris Millar               |
| 8  | Scozia (bandiera)           | C     | Murray Davidson            |
| 9  | Scozia (bandiera)           | A     | Steven MacLean             |
| 10 | Scozia (bandiera)           | A     | David Wotherspoon          |
| 11 | Scozia (bandiera)           | C     | Michael O'Halloran         |
| 11 | Galles (bandiera)           | A     | George Williams            |
| 12 | Scozia (bandiera)           | P     | Zander Clark               |
| 14 | Scozia (bandiera)           | D     | Aaron Comrie               |
| 15 | Scozia (bandiera)           | D     | Jason Kerr                 |
| 16 | Irlanda (bandiera)          | A     | David McMillan             |
| 17 | Scozia (bandiera)           | A     | Denny Johnstone            |

| N. |                             | Ruolo | Calciatore      |
| -- | --------------------------- | ----- | --------------- |
| 18 | Irlanda del Nord (bandiera) | C     | Paul Paton      |
| 19 | Scozia (bandiera)           | D     | Ricky Foster    |
| 20 | Irlanda del Nord (bandiera) | C     | Kyle McClean    |
| 21 | Scozia (bandiera)           | C     | Stefan Scougall |
| 22 | Scozia (bandiera)           | D     | Keith Watson    |
| 23 | Scozia (bandiera)           | D     | Liam Gordon     |
| 24 | Scozia (bandiera)           | D     | Brian Easton    |
| 25 | Scozia (bandiera)           | A     | Chris Kane      |
| 26 | Scozia (bandiera)           | C     | Liam Craig      |
| 27 | Scozia (bandiera)           | C     | Craig Thomson   |
| 28 | Inghilterra (bandiera)      | C     | Matty Willock   |
| 28 | Scozia (bandiera)           | D     | Ally Gilchrist  |
| 29 | Irlanda (bandiera)          | A     | Graham Cummins  |
| 37 | Scozia (bandiera)           | C     | Ali McCann      |
| 43 | Scozia (bandiera)           | A     | John Robertson  |
| 50 | Scozia (bandiera)           | A     | Callum Hendry   |